# Filo di seta/Se io ti regalo un fiore (Gimme Little Sign)
Filo di seta/Se io ti regalo un fiore (Gimme Little Sign) è un singolo del gruppo musicale italiano I Barrittas, pubblicato nel 1967, Filo di seta era già stato inciso nell'album 'I Barrittas del 1966, mentre Se io ti regalo un fiore (Gimme Little Sign) fu pubblicato in questo 45 giri. 

## Descrizione
Il singolo è stato pubblicato dalla casa discografica Bluebell Records in formato 7" a 45 giri con numero di catalogo BB 3194 con il titolo Filo di seta/Se io ti regalo un fiore. 

## Tracce
1967
1. Filo di seta (Hilo de seda) (musica: Alfonso Sainz e il gruppo musicale Los Pekenikes, i Barritas sono gli autori del testo in italiano)
2. Se io ti regalo un fiore (Gimme Little Sign) (Alfred Smith, Joe Hooven, Jerry Winn e Francesco di Marcantonio (testo in italiano))

La versione spagnola Hilo de seda è un brano di musica strumentale, del gruppo Los Pekenikes, è un brano strumentale in cui la tromba con sordina si alterna a cori femminili. Il motivo è divenuto famoso anche in Italia e nel resto d'Europa, nella seconda metà degli anni '60. E' il primo singolo della discografia dei Los Pekenikes e anche il primo singolo del loro primo album, Los Pekenikes (1966).
Il brano strumentale era basato su due strofe, nella versione italiana è stato inserito un testo composto da I Barritas, con lo stesso titolo originale, tradotto in italiano. 
Il brano è stato numero uno nei Paesi Bassi, Portogallo e Messico.